# Vers saturnien
Le vers saturnien (versus saturnius ou numerus saturnius) est la forme la plus ancienne de vers de la poésie latine.
Ses caractéristiques restent encore une énigme aujourd'hui, comme elles l'étaient déjà sans doute pour les Romains de l'époque impériale. Le paradoxe est que l'on dispose de plus d'une centaine de vers (d'ailleurs tirés de pièces distinctes), que la tradition des grammairiens anciens a catalogués comme saturniens, mais sans expliciter précisément le caractère propre de ce vers.
L'origine même du nom est indéterminée :
- dans la mythologie romaine, Saturne est le premier habitant du Latium, et le dieu tutélaire de la région. Il est possible que le vers saturnien ait correspondu à la scansion spécifique d'un chant religieux dédié à Saturne ;
- la satire (satura) est une forme poétique spécifiquement latine : on a conjecturé que le saturnien était tout simplement la métrique spécifique de cette forme.

## Quelques exemples
L'exemple de saturnien le plus fréquemment cité est celui du grammairien Césius Bassus :
dabunt malum Metelli Naevio poetae
(les Metelli donneront du bâton au poète Naevius)
L'épitaphe du même Naevius est aussi en saturniens :
Inmortalis mortalis si foret fas flere
Flerent divæ Camenæ Nævium poetam
Itaque postquam est Orchi traditus thesauro
Obliti sunt Romæ loquier lingua Latina
Livius Andronicus (260-207 av. J. C.) écrivit une version latine de l'Odyssée toute en saturniens (qui ne nous est parvenue que mutilée) dont voici quelques extraits (la barre verticale | marque la césure, cf. infra) :
- Virum mihi, Camena, |  insece versutum
- Tuque mihi narrato | omnia disertim
- In Pylum devenies | aut ubi ommentans
- Ibidemque vir summus | adprimus Patroclus
- Quando dies adveniet,  | quem profata Morta est
- Atque escas habemus  |  mentionem
- Partim errant, nequinont  | Graeciam redire
- Apud nimpham Atlantis |  filiam Calipsonem

## Interprétation formelle
L'interprétation d'après un mètre rythmique ne résiste pas à l'examen, à moins d'admettre une quantité de cas particuliers. Le poète du Haut-Empire Caesius Bassus indiqua qu'en général le saturnien comporte une césure entre un premier membre de quatre pieds ïambiques et un second de trois pieds ïambiques, c'est-à-dire qu'il suit le schéma :
(∪ désigne une voyelle brève, — une voyelle longue, X une voyelle soit brève soit longue).
Cela dit, Bassus avoue aussi que la métrique du saturnien était si irrégulière qu'il pourrait à peine trouver chez Naevius des exemples de cette règle.

## Interprétation comparatiste
Certains chercheurs ont supposé que le saturnien, vers ancien, avait pu garder quelque rapport avec le rythme des Vedas et des poésies anciennes du domaine linguistique indo-européen, où l'on trouve des thèmes rythmiques obligés de la forme :
- X X X X // ∪ ∪ X — ∪ — ∪ X
- X X X X // X ∪ ∪ — ∪ — ∪ X
- X X X X X // ∪ ∪ — ∪ — ∪ X

c'est-à-dire : 
- un nombre fixe de syllabes,
- un groupe de deux brèves après la césure,
- une clausule ïambique.

Cette forme correspond en tout cas au début des vers saturniens :
- dabunt malum Metelli     (∪ — ∪ — ∪ — —)
- Runcus atque Purpureus   (— ∪ — ∪ — ∪ ∪ ∪)
- magnum stuprum populo    (— — ∪ — ∪ ∪ —)

## Un mètre syllabique?
Il semble que, dans les exemples qui nous sont parvenus, les mots soient placés selon le nombre de syllabes qu'ils comportent, le motif le plus fréquent étant :
que l'on retrouve bien dans les exemples ci-dessus.
Enfin, le saturnien comporte aussi très souvent des allitérations, fort prisées des vieux auteurs latins, par exemple :
- summas opes qui regum regias refregit  (allitération en r)
- eorum sectam sequuntur multi mortales

magni metus tumultus pectora possidet